# Andrew Rosindell
Andrew Rosindell   (Romford, 17 de març de 1966) és un polític britànic del Partit Conservador. És diputat del Parliament (MP) per la circumscripció de Romford al Gran Londres. És el director internacional del think tank European Foundation, president del All Party Parliamentary Flags & Heraldry Committee, i del UK's All-Party Parliamentary Group on the British Overseas Territories i membre del Flag Institute.